# Pivoting
Pivoting est une série télévisée américaine en dix épisodes de 22 minutes créée par Liz Astrof, diffusée entre le 9 janvier et le 10 mars 2022 sur le réseau Fox et en simultané sur le réseau CTV au Canada.
Cette série est inédite dans tous les pays francophones.

## Distribution
- Eliza Coupe : Amy
- Ginnifer Goodwin : Jodie
- Maggie Q : Sarah
- Tommy Dewey (en) : Henry, le mari d'Amy
- JT Neal : Matt, l'entraineur de Jodie
- Marcello Reyes : Luke

## Production

### Développement
Le 6 février 2020, la série reçoit une commande d'un pilote de la part de la chaîne Fox. Le 10 mai 2021, la série est sélectionnée.
Le pilote est écrit par Liz Astrof et réalisé par Tristram Shapeero,. La série est créée par Liz Astrof qui devrait être le producteur exécutif aux côtés de Shapeero, Aaron Kaplan et Dana Honor. Les sociétés de production impliquées dans la série sont Kapital Entertainment, Warner Bros. Television et Fox Entertainment. La série a été lancée le 9 janvier 2022.
Le 13 mai 2022, la série est annulée.

## Épisodes
1. If She Could See Us Now
2. My Friend Died!
3. The Giving Tree
4. Hell on Wheels
5. D-Day
6. The Three Bleepin' Bleeps
7. Bounce, Baby
8. Doompa-Dee Doo
9. Fans Only
10. Coleen in a box